# Van Halen
Van Halen foi uma banda de hard rock norte-americana formada em 1972. Foi fundada pelos irmãos Eddie Van Halen e Alex Van Halen, que mais tarde juntou o cantor David Lee Roth e o baixista Michael Anthony. Van Halen rapidamente chegou à fama com seu primeiro álbum de mesmo nome em 1978, e é amplamente considerada como um marco nas vendas de rock nos EUA, ocupando a 19ª posição na lista dos maiores vendedores de discos nos Estados Unidos, com 56 milhões e meio de vendas. A banda logrou 13 singles a chegarem ao topo do Hot Mainstream Rock Tracks, um recorde que perdurou até 2018. É também uma das cinco bandas de rock a ter dois de seus discos certificados com o Disco de Diamante nos Estados Unidos (Van Halen e 1984, respectivamente). Até o momento, vendeu mais de 90 milhões de cópias de discos mundialmente.
Além de ser reconhecida pelo sucesso, a banda é conhecida pelo drama que cerca a saída de antigos membros. As saídas múltiplas dos vocalistas David Lee Roth, Sammy Hagar e Gary Cherone foram cercadas de controvérsia e cobertura da imprensa, incluindo numerosas declarações conflitantes entre os cantores e a banda. Depois da turnê de 2004 com Hagar, a banda entrou em um hiato do público até Setembro de 2007, quando o baixista Wolfgang Van Halen (filho de Eddie) foi confirmado e rumores de que Roth voltaria a banda, ambos os eventos coincidindo com a indução ao Rock and Roll Hall of Fame em 12 de março de 2007. Após anos de especulações, Van Halen voltou a uma turnê com Roth na América do Norte em 2007 e em 2008.
Em 2012, a banda iniciou nova turnê e lançou seu primeiro disco em 14 anos, (e primeiro com o vocalista Lee Roth desde 1984) A Different Kind of Truth. Após a morte de Eddie em 6 de outubro de 2020, Wolfgang confirmou que a banda estava encerrada.  O canal VH1 colocou-os no 7º lugar em sua lista dos 100 maiores artistas de hard rock de todos os tempos. Em 1992 eles venceram o prêmio Grammy na categoria "Best Hard Rock Performance" com o álbum For Unlawful Carnal Knowledge.

## História

### Origens
Nascidos em Nijmegen, Países Baixos, e relocados para Pasadena, Califórnia, em 1962, Eddie Van Halen e Alex Van Halen são os filhos do músico Jan van Halen, que fez com que eles tivessem aulas de música. Os irmãos Van Halen começaram a tocar juntos na década de 1960, quando Eddie tocava piano clássico e, posteriormente, bateria, e Alex tocava violão. Enquanto Eddie entregava jornais, Alex tocava a bateria de Eddie às escondidas. Posteriormente, Eddie descobriu que Alex estava tocando seu instrumento e ficou tão frustrado que disse a Alex, "OK, eu vou tocar sua guitarra".
As origens remotas da banda em 1972, quando os irmãos Van Halen formaram uma banda com o baixista Mark Stone que teve diversos nomes como The Trojan Rubber Company, The Broken Combs, Rat Salad e, finalmente, Genesis. Eddie também fazia os vocais na banda.
Contudo, Eddie não se sentia confortável em ocupar-se dos vocais além da guitarra. David Lee Roth, de uma banda que os Van Halen sempre encontravam e que subsequentemente alugava seu sistema de som para os irmãos, foi eventualmente convidado para se tornar vocalista.  Em 1974 a banda decidiu substituir Stone por Michael Anthony, o baixista e vocalista da banda local Snake. Após uma jam session que durou toda a noite, ele foi contratado para baixo e backing vocals.
Neste período, descobriram que havia outra banda chamada Genesis, o que os obrigou a mudar rapidamente para Mammoth. Finalmente acabaram optando pelo sobrenome dos irmãos, Van Halen, que Roth acreditava ter a mesma potência de Santana. A banda começou tocando somente covers e em pouco tempo tornou-se muito conhecida em todos os bares de Los Angeles.
Em 1976, quando tocavam num bar em Los Angeles, Gene Simmons, líder da banda Kiss os descobriu e decidiu fazer uma demo com a banda. A demo, que continha a primeira versão de "Runnin' with the Devil", não deu muito certo, e acabou não sendo aceita por nenhuma gravadora.
Em 1977, antes de o grupo lançar seu disco de estreia, o produtor Ted Templeman ainda questionava se os vocais de David Lee Roth estariam à altura da banda. Roth inclusive tomou aulas de canto para chegar ao seu melhor. Segundo relatos de Greg Renoff, autor do livro Van Halen Rising, que conta a história do grupo, Sammy Hagar, então vocalista da Montrose, já impressionava há algum tempo, e chegou a ser cogitado para o vocal da banda. Contudo, a intensidade de Roth e suas habilidades cômicas convenceram Templeman de que Roth daria conta do recado.

### EraDavid Lee Roth(1974-1985)
Em 1976, quando tocavam num bar em Los Angeles, Gene Simmons (baixista/vocalista do Kiss) os descobriu e decidiu fazer uma demo com a banda (cujo equipamento era todo emprestado). Esta demo, que continha a primeira versão de "Runnin' With The Devil", não deu muito certo e não foi aceita pelas gravadoras. No ano seguinte, em 1977, o produtor Ted Templeman, da Warner Bros. Records, conheceu a banda no mesmo bar em que Gene os encontrou e os contratou.  Em 1978 foi lançado o primeiro álbum, também chamado Van Halen. O disco foi aclamado, especialmente o solo de guitarra "Eruption".
Nos cinco anos decorrentes, a banda lançou mais 5 álbuns, mantendo sua formação original. Em Janeiro de 1983 a banda se apresentou no Brasil (e também na Argentina, Uruguai e Venezuela). A banda não voltou à América do Sul desde então.
Em 1983, Eddie Van Halen construiu seu estúdio caseiro, 5150 Studios - o nome faz referência ao código policial de prisão por insanidade - e participou como convidado da canção "Beat It" ,de Michael Jackson, o que não teria agradado muito o vocalista David Lee Roth. No entanto a canção tornou-se um marco na história da música, onde as barreiras entre a música negra e branca começaram finalmente a ser quebradas. O solo é provavelmente o mais conhecido da década de 80. Michael e Eddie apresentaram a canção ao vivo na turnê dos Jacksons de 1984.
Em sua autobiografia (Crazy From The Heat), Roth conta que ele aprovou sim a participação de Eddie em "Beat It", pois ele acreditava que a faixa seria um excelente veículo para Eddie mostrar os seus talentos. Roth afirma ainda que o seu problema com a participação de Eddie na música era que Eddie não quis receber pelo trabalho, recebendo apenas uma nota de agradecimento.
Em 1984, a banda lançou seu álbum mais bem-sucedido,1984, que chegou ao segundo lugar da Billboard 200, a parada de discos norte-americana - atrás do disco que continha "Beat It", Thriller. 1984 também continha o single mais vendido da banda, "Jump", que ficou em primeiro lugar nos Estados Unidos, segundo na Austrália, e sétimo no Reino Unido.
A formação original durou até 1985, quando, por motivos de desentendimento com Edward Van Halen, David Lee Roth decidiu partir para a carreira solo.
Segundo Gene Simmons, vocalista e líder da banda Kiss, em 1982 (três anos antes de David sair da banda), Eddie o procurou para saber da possibilidade de participar do Kiss. Conforme relatos de Simmons, Eddie lhe contou que “estava tão infeliz com a forma como ele e Roth estavam – ou não estavam – se entendendo. Eles não se suportavam. E o uso de drogas era excessivo”.

### Era "Van Hagar" (1985-1996)
Em meados de 1985, enquanto Eddie buscava um novo cantor, seu mecânico passou-lhe o contato de outro de seus clientes, Sammy Hagar, que nos anos 70 liderara a banda Montrose e estava tendo bem-sucedida carreira solo. Iniciava-se, assim, a Era Sammy Hagar, que ficou conhecida carinhosamente pelos fãs como Van Hagar.
Logo no primeiro encontro no estúdio foi composta "Summer Nights"'. Em 1986 lançaram o disco 5150, que se tornou o primeiro álbum de banda a se tornar o número #1 das paradas norte-americanas, e teve singles bem sucedidos como "Dreams" e "Why Can't This Be Love?", que atingiu a 3ª posição na Billboard Hot 100.
Foram lançados mais 4 discos, todos atingindo as primeiras posições nas paradas norte-americanas. Em 1996, em meio a turbulentas gravações de "Humans Being", para o filme Twister, e Hagar não concordar com a banda fazer uma coletânea, o cantor acabou saindo do Van Halen.

### Curta reunião com Roth (1996)
Enquanto a banda planejava uma coletânea, David Lee Roth ligou para Eddie perguntando as canções que seriam incluídas. A discussão amigável levou a um convite para Roth visitar o estúdio caseiro de Eddie. Eventualmente a banda gravou duas músicas, "Can't Get This Stuff No More" e "Me Wise Magic", que atingiram a décima segunda e primeira colocações no Hot Mainstream Rock Tracks, respectivamente, e que seriam incluídas na coletânea Best of Volume I (1996). Apesar de rumores sobre uma reunião, a volta de Roth se resumiu às duas canções, já que Roth e Eddie tiveram uma altercação verbal. Dias depois das gravações destas canções, a banda fez uma aparição no MTV Video Music Awards, e David Lee Roth foi preterido novamente (Gary Cherone foi o vocalista na apresentação).

### EraGary Cherone(1996-1998)
Ray Danniels, empresário da banda, sugeriu o aclamado Gary Cherone, ex-Extreme, para a vaga de vocalista. Foi marcado um encontro no qual a banda o aceitou de imediato. No início de 1998, foi lançado o álbum Van Halen III que foi um fracasso comercial, sendo o primeiro (e por enquanto único) álbum da banda a não superar o milhão de cópias na América do Norte. Apesar do baixo índice de vendas o álbum atingiu a quarta colocação na Billboard 200 e teve um single, "Without You", a atingir o topo do Mainstresm Rock. Eddie chegou a tocar bateria e baixo em algumas músicas quando achou necessário e até mesmo a cantar em uma delas. Cherone não ficou muito tempo no novo emprego, deixando a banda logo após a turnê de divulgação do disco.
Eddie passa então por um momento turbulento, separa-se após anos de casamento e recebe o diagnóstico de câncer na língua. O grupo entra em um hiato e Michael Anthony acompanha Sammy Hagar em sua turnê solo.

### Reuniões (2001-2006)

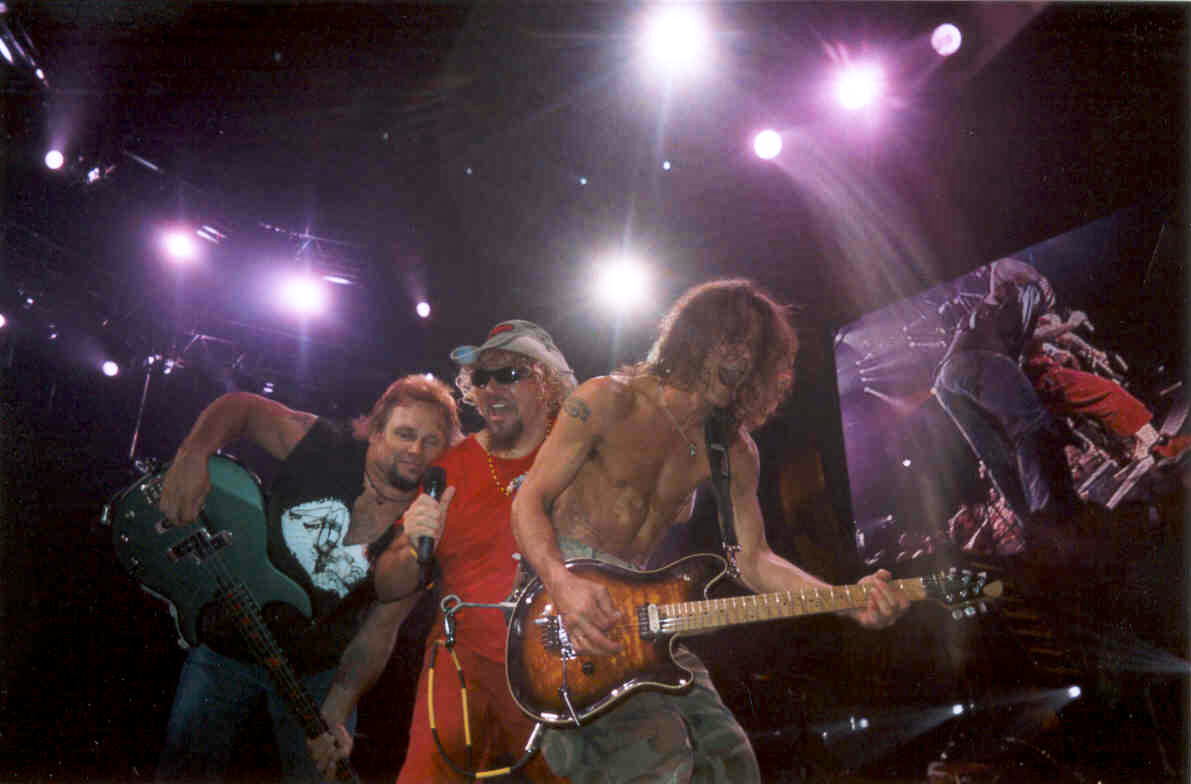
Michael Anthony, Sammy Hagar e Eddie Van Halen na turnê de 2005.

Em 26 de abril de 2001, Eddie anunciou no site oficial da banda que havia sido examinado por três oncologistas e três neurocirurgiões, que afirmaram que ele estava "mais saudável do que nunca e vencendo o câncer".
Em 2004, Sammy Hagar volta à banda e grava três faixas novas na coletânea The Best of Both Worlds.  A banda se reúne para uma turnê pelos Estados Unidos, embora Michael Anthony só tenha se juntado pela insistência de Hagar. Após a turnê, todos voltam para seus próprios caminhos.

### Retorno deDavid Lee Roth(2007-2020)
Em 2006, a banda revelou que voltaria a tocar com o filho de Eddie, Wolfgang, no baixo. Eventualmente se confirmou o retorno de Roth, em uma coletiva em agosto de 2007 anunciando uma turnê norte-americana. A turnê durou 74 shows de setembro de 2007 a março de 2008, e se tornou a mais lucrativa da banda com faturamento de US$93 milhões.
Em 2010, o Van Halen foi ao estúdio de gravação para produzir um novo disco com o produtor John Shanks. Seu site oficial foi atualizado em 26 de dezembro de 2011, anunciando que os ingressos para sua turnê de 2012 estariam disponíveis a partir 10 de janeiro de 2012.
Em janeiro de 2012, após 14 anos sem lançar um álbum, a banda anuncia oficialmente o lançamento de A Different Kind of Truth, o primeiro com Roth desde 1984, e o primeiro com a gravadora Interscope Records. O anúncio do álbum foi feito em um show intimista no Cafe Wha, em Nova York. O vídeo clipe do primeiro single do novo álbum, "Tattoo", foi lançado ainda naquele mês e a canção foi vendida pelo iTunes. Foi ainda anunciada uma turnê norte-americana, englobando várias cidades dos Estados Unidos e do Canadá, e algumas datas no Japão.
O álbum recebeu boas críticas, e chegou em segundo na Billboard 200, atrás apenas de 21, de Adele.
A turnê esgotou a maioria de seus shows, e rolou normalmente até maio, quando foi anunciado que os shows seriam adiados. Eventualmente se revelou que a causa da pausa foi que Eddie faria operações para tratar uma diverticulite, e a banda só voltaria aos palcos em 2013.
Em 31 de março de 2015, lançaram Tokyo Dome Live in Concert, primeiro disco ao vivo com Roth e o segundo da carreira da banda. O álbum foi gravado no dia 21 de junho de 2013 em um show no Japão, e foi disponibilizado em um CD duplo, uma edição de 4 LPs de 180 g, além de formato digital.

### Mortes deEddie Van Halene Mark Stone
Em 6 de outubro de 2020, aos 65 anos de idade, Eddie Van Halen veio a falecer devido às complicações resultantes de um câncer na garganta, que acredita-se que tenha se espalhado para o cérebro e outros órgãos. O anúncio de sua morte foi feito pelo seu filho, Wolfgang Van Halen, através de sua conta no Twitter, colocando incertezas sobre a continuidade da banda.  Eddie trazia estes problemas desde meados do ano 2000, quando precisou remover um terço de sua língua devido a um câncer. Desde então, veio continuamente lutando contra a doença. Sua morte ocorreu apenas 10 dias após Mark Stone, baixista original do Van Halen, também falecer de câncer. Mark Stone esteve na banda entre 1972 e 1974, quando a banda ainda se chamava Mammoth. Stone foi substituido em 1974 por Michael Anthony, o qual se consolidou como baixista do Van Halen até 2006. Em novembro, Wolfgang confirmou que a banda estava encerrando as atividades, declarando que "não existe Van Halen sem Eddie". Wolfgang também revelou que antes da doença piorar Eddie estava tentando fazer uma turnê que traria de volta Hagar, Anthony e Cherone, reunindo no mesmo palco todos os membros oficiais da banda. Wolfgang desde então criou um projeto solo, Mammoth EVH, nomeado a partir do primeiro nome da banda do pai.

## Controvérsias

### David Lee Roth x Van Halen
A conturbada (e até hoje mal explicada) saída de David Lee Roth da banda fez crescer uma rivalidade e as provocações de ambos os lados foram tão intensas que até hoje correm histórias a respeito das alfinetadas indiretas através dos álbuns lançados pelos mesmos. A “guerra” é pública, notória e irremediável — e o assunto domina 90% dos fóruns e sites relativos ao Van Halen na internet.
O primeiro disco do Van Halen sem Roth, saiu em março de 1986 e levou o nome de 5150. A explicação da banda é que 5150 é o nome do estúdio de Eddie Van Halen. Mas rumores persistem que era uma réplica ao álbum de estreia de Roth, Crazy from the Heat, "enlouquecido pelo calor", já que 5150 é o código da polícia americana para situações onde existe um louco a solta. Além disso, a própria arte do álbum (capa e contra-capa) traz uma mensagem subliminar que induz a entender que o homem que ali aparece, não conseguindo segurar o logotipo da banda, seria o David. Ambas as bandas entraram em turnê e disputavam a preferência do público e o espaço na mídia.
Em julho de 1986, David lança o primeiro álbum com o seu supergrupo (The David Lee Roth Band), que fora montado para concorrer com o Van Halen, com o nome Eat 'Em and Smile (em português, Coma-os e sorria). O álbum seguinte do Van Halen, OU812 (1987), supostamente também seria uma réplica ao título, visto que pode ser lido como "Oh you ate one too" (em português, Oh você comeu um também). Outra possível resposta viria dessa vez de Roth, quando após o Van Halen lançar o álbum For Unlawful Carnal Knowledge (1991), que abreviado gera o palavrão "fuck", o álbum seguinte de Roth, em 1994, era Your Filthy Little Mouth ("sua boquinha suja").

### EraDavid Lee Rothx EraVan Hagar
A guerra declarada entre David Lee Roth e Sammy Hagar criou uma rivalidade pouco saudável entre a legião de fãs de ambos, que ficou rachada entre “Redheads” (defensores do Hagar) e “Roth Army” (defensores do Roth).
Apesar de os álbuns com Hagar terem sido os únicos da banda a alcançar o número 1 nas paradas americanas, as maiores vendas são dos álbuns de Roth, incluindo dois que superaram 10 milhões de cópias nos EUA.
O guitarrista Joe Satriani, que tocou com Hagar na banda Chickenfoot, defende ambos, dizendo que cada um alcançou o sucesso em suas respectivas eras. Ele os define como David Lee Roth “mais vaudeville” e Sammy Hagar “mais rock n roll”.
Eddie Trunk, historiador musical e grande personalidade do rádio nos EUA, em seu livro "Eddie Trunk's Essential Hard Rock and Heavy Metal", faz uma comparação entre as duas fases da banda:
| “ | "David Lee Roth era um grande Frontman com certeza, porém ninguém certamente o chamaria de um grande cantor ao vivo. Sammy, por outro lado, era um poderoso vocalista, abrindo as possibilidades musicais do Van Halen, deixando Eddie apto a entrar em caminhos musicais que não poderia com as limitações vocais de Roth." | ” |

## Integrantes
- Eddie Van Halen – guitarra solo e rítmica, teclados, backing vocals (1974–2020)
- Alex Van Halen – bateria, percussão (1974–2020)
- David Lee Roth – vocais (1974–1985, 1996, 2006–2020)
- Michael Anthony – baixo, backing vocals (1974–2006)
- Sammy Hagar – vocais, guitarra  (alternando com Eddie em algumas músicas) (1985–1996, 2003–2005)
- Wolfgang Van Halen – baixo, backing vocals (2006–2020)
- Gary Cherone – vocais (1996–1998)
- Mark Stone – baixo, backing vocals (1972–1974)

## Discografia
- Van Halen (1978)
- Van Halen II (1979)
- Women and Children First (1980)
- Fair Warning (1981)
- Diver Down (1982)
- 1984 (1984)
- 5150 (1986)
- OU812 (1988)
- F.U.C.K. - For Unlawful Carnal Knowledge (1991)
- Balance (1995)
- Van Halen III (1998)
- A Different Kind of Truth (2012)